# Canuellopsis swedmarki
Canuellopsis swedmarki är en kräftdjursart som beskrevs av Por 1964. Canuellopsis swedmarki ingår i släktet Canuellopsis och familjen Canuellidae. Arten är reproducerande i Sverige. Inga underarter finns listade i Catalogue of Life.